# Pflanzenökologie
Die Pflanzenökologie ist ein Teilgebiet der Botanik und der Ökologie. Sie befasst sich mit allen ökologischen Aspekten in Bezug auf einzelne Pflanzen wie auch der Vegetation insgesamt.
Moderne Auffassungen teilen den Wissenschaftszweig der Pflanzenökologie in folgende Teilgebiete ein:
- Stressphysiologie (Botanik). Sie befasst sich vor allem mit den Auswirkungen abiotischer Faktoren, die sich auf der zellbiologischen und molekularen Ebene einer Pflanze auswirken. Als Stressoren werden unter anderem Licht, Temperatur (Kältestress, Hitzestress), Sauerstoffmangel, Wassermangel, Salzbelastung, Schwermetalle und biotischer Stress wie Tierfraß, Infektionen oder Allelopathie erforscht. Vielfach werden diese Faktoren an bestimmten Modellorganismen wie der Ackerschmalwand untersucht.

- Die Autökologie betrachtet die Auswirkungen abiotischer und biotischer Faktoren auf den ganzen Pflanzenorganismus. Arbeitsfelder sind beispielsweise der Wärme-, Wasser-, Nährstoff- und Kohlenstoffhaushalt einer Pflanze. Autökologische Forschung wird sowohl im Labor als auch vielfach durch Messungen im Freiland betrieben.

Stressphysiologie und Autökologie werden teilweise auch als Ökophysiologie der Pflanzen bezeichnet und der Vegetationsökologie als Teilgebiet der Pflanzenökologie gegenübergestellt.
- Die Vegetationskunde beschäftigt sich mit der Pflanzendecke als solcher. Sie betrachtet als Synökologie die Vorgänge auf der Ebene pflanzlicher Populationen oder Gemeinschaften, weshalb die Pflanzensoziologie wesentliche methodische Grundlagen liefert. Weitere Forschungsinhalte der Vegetationskunde sind unter anderem die historische Entwicklung von Vegetationseinheiten, das dynamische räumliche und zeitliche Verhalten von Populationen (Sukzessionslehre). Zudem sind angewandte Aspekte, etwa für die Land- und Forstwirtschaft ein wesentlicher Zweig der Vegetationsökologie.

- Als integrierender Zweig der Pflanzenökologie wird die Ökosystemkunde betrachtet, die versucht, die Interaktion von Einzelorganismen und der Vegetation mit ihrer Artenvielfalt zu erforschen. Beispiele hierfür sind Auswirkungen der Struktur von Vegetation wie die „aerodynamische Rauhigkeit“ etwa der Oberfläche eines Waldes oder der Einfluss von Vegetation auf das Klima eines Gebiets. Weitere Forschungsaspekte sind Bodenversauerung und Waldschäden, die Wirkung von Laub- und Nadelwald auf Ökysystemprozesse oder Wirkungen von Symbiosen wie Mykorrhiza oder Knöllchenbakterien.

Die Forschungsinhalte der Vegetationsökologie und der Ökosystemkunde decken sich in weiten Bereichen mit denen der Geobotanik.

## Quelle
- E. D. Schulze, E. Beck und K. Müller-Hohenstein: Pflanzenökologie Spektrum Akademischer Verlag. Heidelberg-Berlin 2002, ISBN 3-8274-0987-X.